# Kajlovec
Kajlovec (německy Kailowitz) je jižní část města Hradec nad Moravicí v okrese Opava.
Nachází se zde kaple a autokemp.